# 七十七銀行硬式野球部
七十七銀行硬式野球部（しちじゅうしちぎんこうこうしきやきゅうぶ）は、宮城県仙台市に本拠地を置き、日本野球連盟に加盟する社会人野球の企業チームである。練習グラウンドは、宮城県富谷市に所在する。
運営母体は、大手地方銀行の七十七銀行。

## 概要
1980年、七十七銀行の硬式野球部として創部。初代監督を務めた岸孝一の息子は、プロ野球選手の岸孝之である。
創部して以来、強豪ひしめく宮城県においてJT、NTT東北、JR東日本東北などの前に長らく低迷期が続いた。1996年以降、都市対抗野球の東北2次予選では9回あった代表決定戦で苦杯をなめ続けた。
2003年、都市対抗野球の東北2次予選を全勝で勝ち上がり、東北第1代表として本戦初出場を決めた。本戦は、1回戦で日本通運に敗れた。
2004年、2年連続で都市対抗野球に出場すると、1回戦でNTT東日本に延長の末に競り勝ち全国初勝利を挙げると、その勢いのまま勝ち進み、同年限りで廃部が決まっていたJTとともにベスト4入りを果たし、小野賞を獲得した。
その後は、JTの廃部やNTT東北のクラブ化もあり、現在ではJR東日本東北や日本製紙石巻とともに宮城県の社会人野球をリードするチームとなっている。

## 設立・沿革
- 1980年 - 『七十七銀行硬式野球部』として創部。
- 2001年 - 日本選手権に初出場（初戦敗退）。
- 2003年 - 都市対抗野球に初出場（初戦敗退）。

## 主要大会の出場歴・最高成績
- 都市対抗野球大会：出場14回、4強1回（2004年）
- 社会人野球日本選手権大会：出場9回、8強2回（2006、2012年）
- JABA東北大会：優勝2回（2006、2007年）
- JABA長野県知事旗争奪野球大会：優勝1回（2005年）

## 出身プロ野球選手
- 小林敦（投手） - 2010年ドラフト3位で千葉ロッテマリーンズに入団
- 相原和友（投手） - 2013年ドラフト7位で東北楽天ゴールデンイーグルスに入団

## 元所属選手
- 相沢滋（投手）
- 高橋利信（内野手）